# Бурк-э-Комен

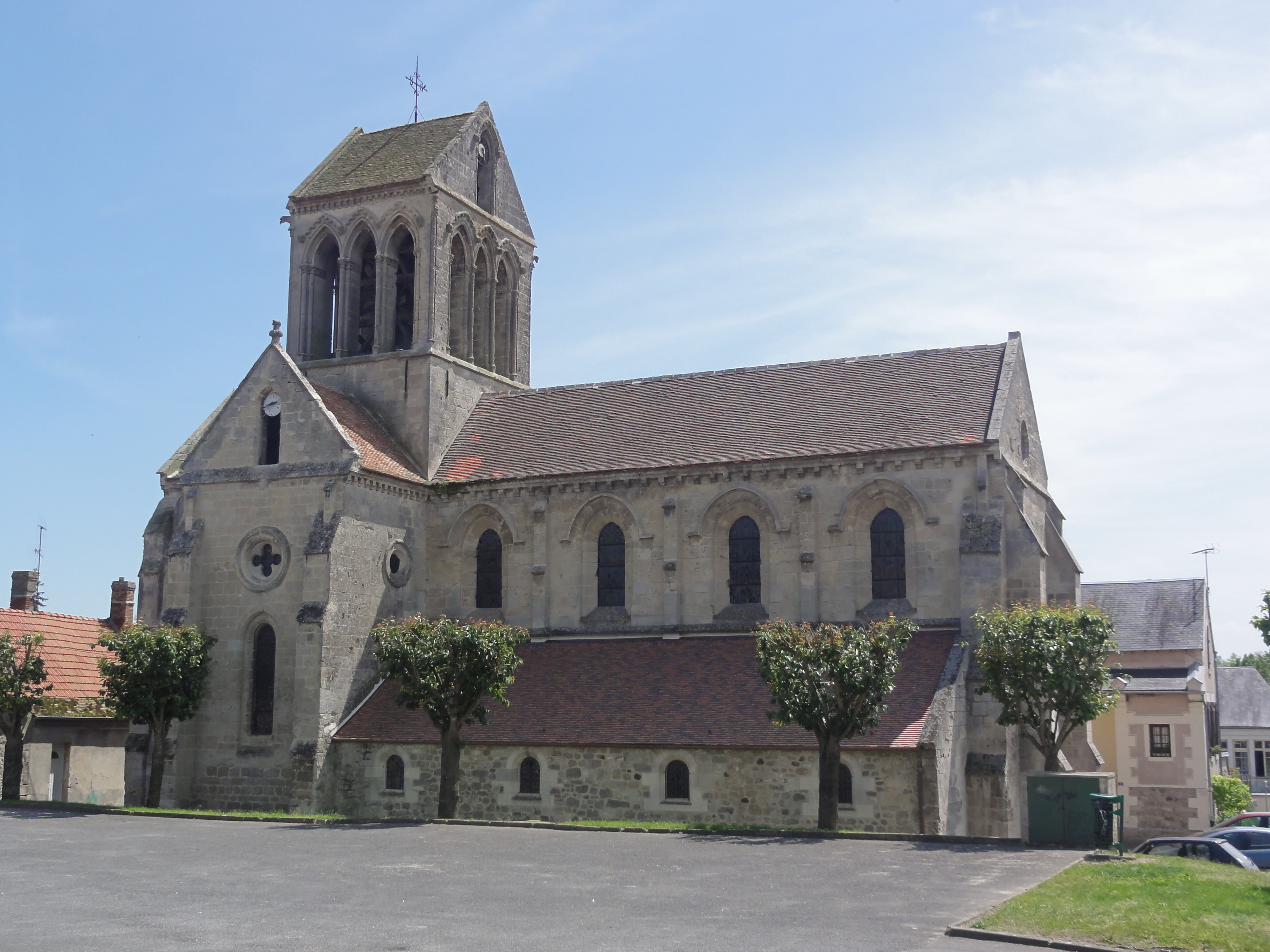

Бурк-э-Коме́н (фр. Bourg-et-Comin) — коммуна во Франции, находится в регионе Пикардия. Департамент коммуны — Эна. Входит в состав кантона Гиньикур. Округ коммуны — Лан.
Код INSEE коммуны — 02106.

## Население
Население коммуны на 2010 год составляло 754 человека.
| 1962 | 1968 | 1975 | 1982 | 1990 | 1999 | 2010 |
| ---- | ---- | ---- | ---- | ---- | ---- | ---- |
| 522  | 515  | 563  | 536  | 535  | 678  | 754  |

## Экономика
В 2010 году среди 407 человек трудоспособного возраста (15—64 лет) 296 были экономически активными, 111 — неактивными (показатель активности — 72,7 %, в 1999 году было 65,4 %). Из 296 активных жителей работали 255 человек (136 мужчин и 119 женщин), безработных было 41 (25 мужчин и 16 женщин). Среди 111 неактивных 27 человек были учениками или студентами, 39 — пенсионерами, 45 были неактивными по другим причинам.